# Distretto di Arapgir
Il distretto di Arapkir (in turco Arapkir ilçesi) è uno dei distretti della provincia di Malatya, in Turchia.
| Controllo di autorità | GND (DE) 1072592118 |